# Anse-à-Foleur
Anse-à-Foleur, in creolo haitiano Ansafolè, è un comune di Haiti facente parte dell'arrondissement di Saint-Louis-du-Nord nel dipartimento del Nordovest.